# ماساکی فوروکاوا
ماساکی فوروکاوا (انگلیسی: Masaaki Furukawa؛ زادهٔ ۲۸ اوت ۱۹۶۸) بازیکن فوتبال اهل ژاپن است.
از باشگاه‌هایی که در آن بازی کرده‌است می‌توان به باشگاه فوتبال کاشیما آنتلرز و باشگاه فوتبال آویسپا فوکوئوکا اشاره کرد.